# Alfonso Fresa
Alfonso Fresa (Nocera Superiore, 24 aprile 1901 – Nocera Superiore, 10 gennaio 1985) è stato un astronomo italiano.

## Biografia
Laureato nel 1926 presso l'Istituto Navale di Napoli, iniziò la carriera scientifica, nel 1927, come Assistente volontario all'Osservatorio di Capodimonte. Dal 1928 al 1934 insegnò negli Istituti Tecnici Nautici e nel 1934 fu nominato Assistente presso l'Osservatorio di Pino Torinese, dove divenne Astronomo Aggiunto nel 1948. Nel 1952 divenne Astronomo presso l'Osservatorio di Capodimonte e dal 1954 ebbe l'incarico di Astronomia Geodetica presso l'Istituto Navale di Napoli. Nel 1957 divenne primo Astronomo e nel 1963 Astronomo capo. Fu collocato a riposo nel 1966.
La sua attività scientifica ha riguardato soprattutto la cartografia e fisica lunare dando alle stampe il volume La Luna (Milano, Heopli, 1933), conquistandosi la stima del mondo scientifico internazionale. Fu presidente della International Lunar Association, che nel 1974 propose la dedica del cratere lunare oggi noto come Lagrange B, ma l'Unione Astronomica Internazionale  decise di non confermare l'assegnazione nella nomenclatura ufficiale. Con il fotometro fotoelettrico applicato al telescopio Fraunhofer, Fresa si dedicò alle osservazioni di stelle variabili.